# Запасной командный пункт Черноморского флота

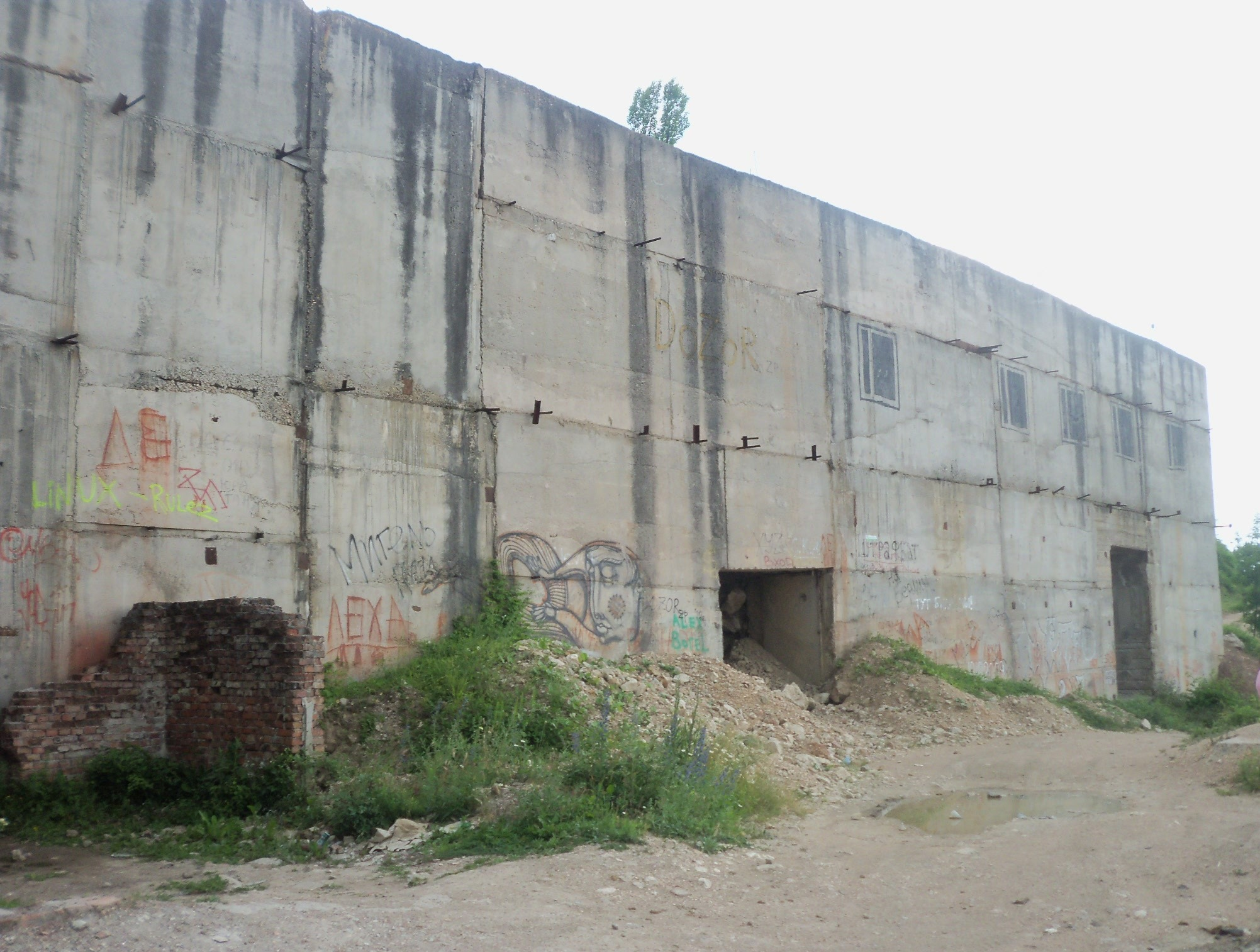
Фасад

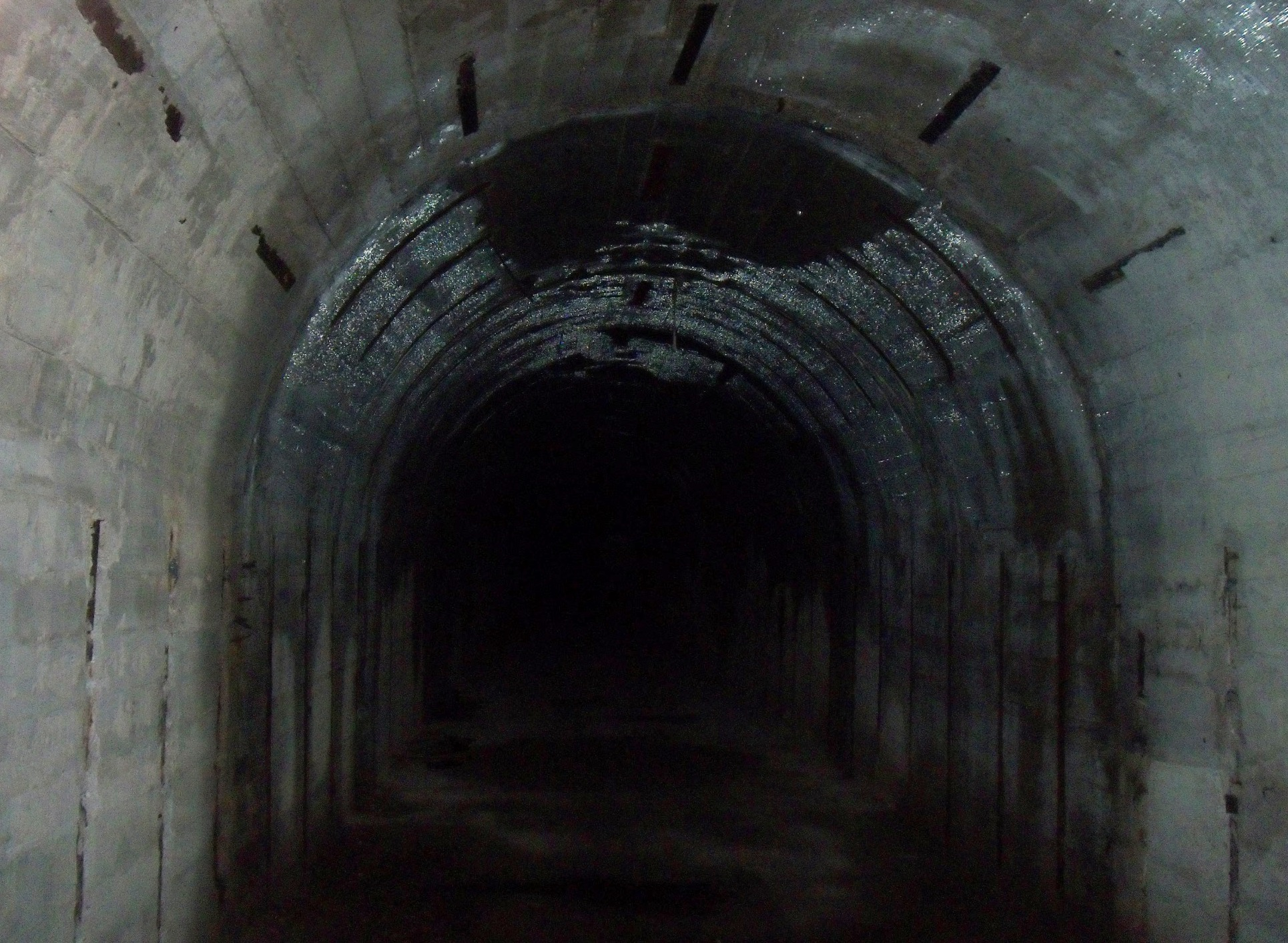
Туннель

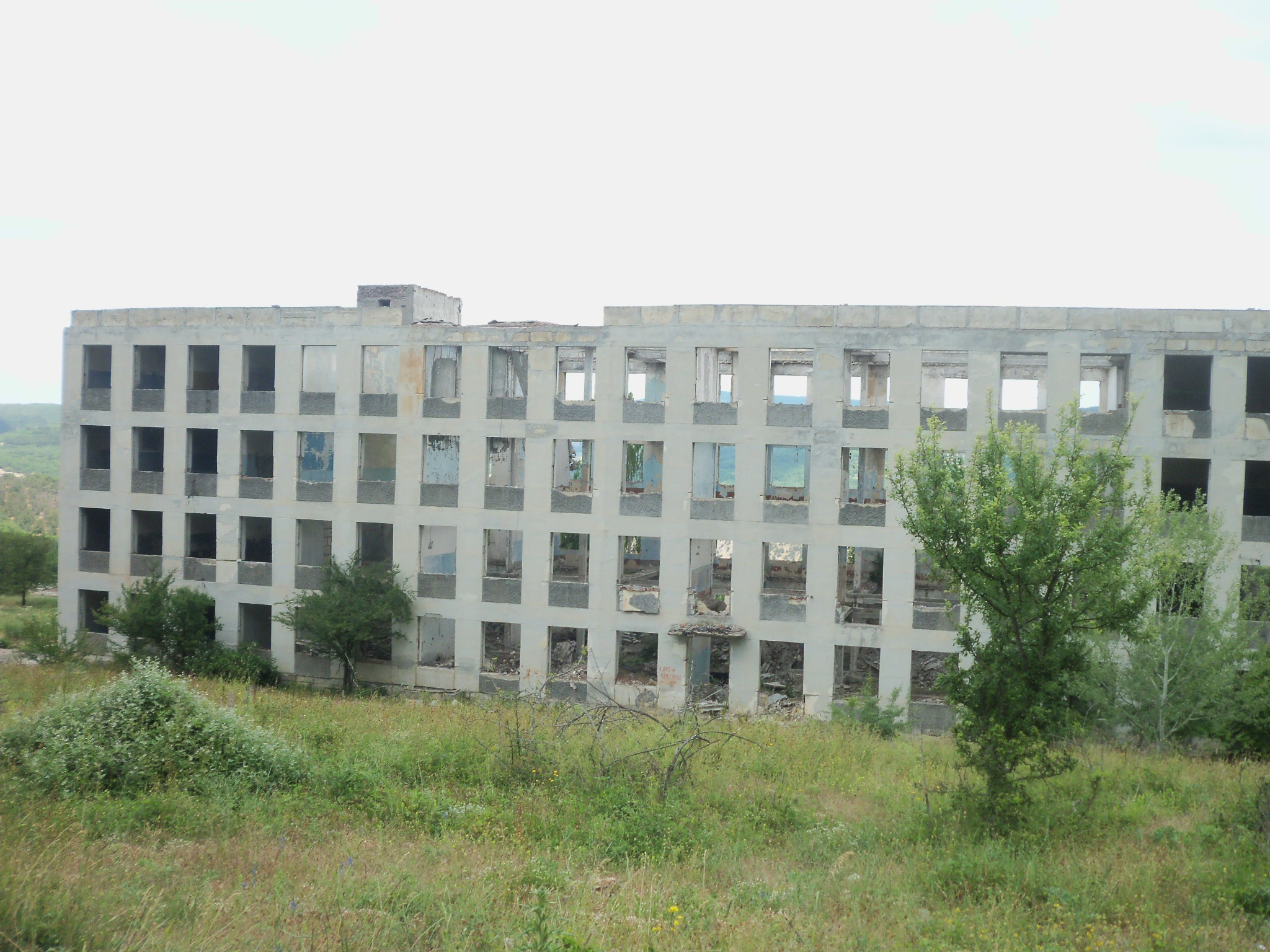
Остатки казармы

Запасно́й кома́ндный пу́нкт Черномо́рского фло́та (ЗКПЧФ; также известен как «Объект № 221», «Алсу-2») — недостроенный военный объект (запасный командный пункт) Черноморского флота ВМФ ВС Союза ССР, расположенный в склоне горы Мишень в Крыму, между Форосом и Балаклавой. С осени 2020 года закрыт для посещения.

## Описание
Объект № 221 расположен в горе Мишень в урочище Алсу, которое находится недалеко от Балаклавы. Попасть на объект можно, повернув с основной дороги 35К-002 Севастополь — Ялта на село Морозовка. Строительство объекта было начато в 1977 году и продолжалось около 15 лет. В 1992 году, с развалом СССР, почти законченный объект был заброшен новыми властями и к настоящему времени полностью разграблен расхитителями металла. Сооружение представляет собой две потерны, соединённые внутри округлыми туннелями. Фактически внутри горы Мишень возведён четырёхэтажный дом. Потерны на выходе заканчиваются замаскированными входами в виде двух двухэтажных зданий, входы в которые закрывались массивными гермодверями. На вершине горы находятся выходы вентиляционных и волноводных шахт диаметром 4,5 метра и высотой около 182 метров. Шахты на вершине горы перекрыты бетонными сооружениями со шлюзовыми камерами.